# Brug 1870
Brug 1870 is een bouwkundig kunstwerk in Amsterdam Nieuw-West.
De vaste brug dateert van ongeveer 1994 toen hier de buurt De Aker West in de wijk Middelveldsche Akerpolder (MAP) steeds meer bebouwing kreeg. De wijk kreeg allerlei straatjes die met zijn alle verbonden werden met De Alpen, de belangrijkste verkeersader hier. De Alpen ligt daarbij tussen twee verschillende afwateringstochten tussen twee woonwijken. Brug 1870 maakt deel uit van drie bruggen die de dwarsverbinding verzorgen:
- Boy Ecurybrug (brug 788) van Romerostraat naar Pilatus
- Brug 1870 van Pilatus naar De Alpen (De Aker West)
- Brug 1871 van De Alpen naar Presanella (De Aker West).

De brug is bijna geheel van beton, gezet op een betonnen paalfundering. De brugleuningen zijn van metaal. Bijzonder aan deze brug (ten opzichte van de andere bruggen hier) is dat op het noordelijk landhoofd twee terrasjes met overkappingen zijn aangelegd. Ontwerper van de brug is vooralsnog onbekend.    

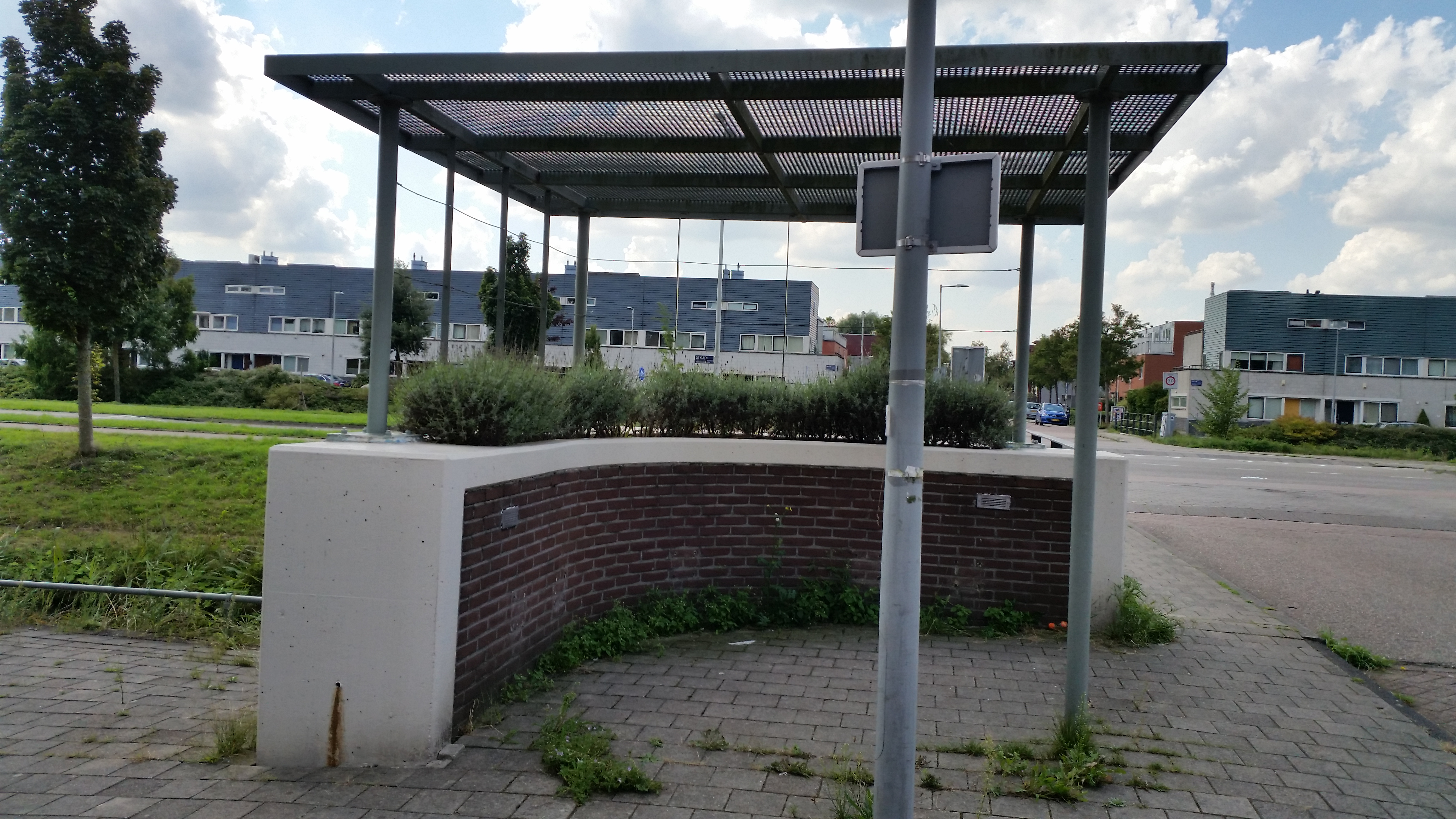
Terrasje bij brug 1870 (september 2020)

<<< · 1800 · 1801 · 1802 · 1803 · 1804 · 1805 · 1806 · 1807 · 1808 · 1809 ·  1810 · 1811 · 1812 · 1813 · 1814 · 1815 · 1816 · 1818 · 1819 · 1820 · 1821 · 1822 · 1823 · 1824 · 1826 · 1827 · 1828 · 1829 · 1830 · 1831 · 1832 · 1833 · 1834 · 1835 · 1836 · 1837 · 1838 · 1839 · 1840 · 1841 · 1842 · 1843 · 1844 · 1845 · 1846 · 1847 · 1848 · 1849 · 1850 · 1851 · 1852 · 1853 · 1854 · 1855 · 1856 · 1857 · 1858 · 1859 · 1860 · 1861 · 1862 · 1863 · 1864 · 1865 · 1866 · 1867 · 1868 · 1869 ·  1870 · 1871 · 1872 · 1873 · 1874 · 1875 · 1876 · 1877 · 1879 ·  1880 · 1881 · 1882 · 1883 · 1884 · 1885 · 1886 · 1888 · 1889 · 1890 · 1891 · 1892 · 1893 · 1894 · 1895 · 1896 · 1897 · 1898 · 1899 · >>>
Brugnummers 1817, Brug 1819, 1820, 1825, 1878, 1887  zijn niet (meer) vergeven.